# Piton Chisny
Pour les articles homonymes, voir Piton (homonymie).
Le piton Chisny est un édifice volcanique appartenant au massif du Piton de la Fournaise, sur l'île de La Réunion. Il culmine à 2 440 mètres d'altitude et domine d'environ 200 mètres le plateau environnant. L'éruption strombolienne dont il est issu, s'est produite il y a environ 1 000 ans. Ses projections ont recouvert de scories la plaine des Sables et ont donné à celle-ci son actuel aspect désertique et « lunaire ». Les ultimes bouches d'émission du piton Chisny se trouvent au pied du piton, à l'est,  et sont appelées « cratères Aubert de la Rüe » (ou « cratères Gueule Rouge »).

## Toponymie

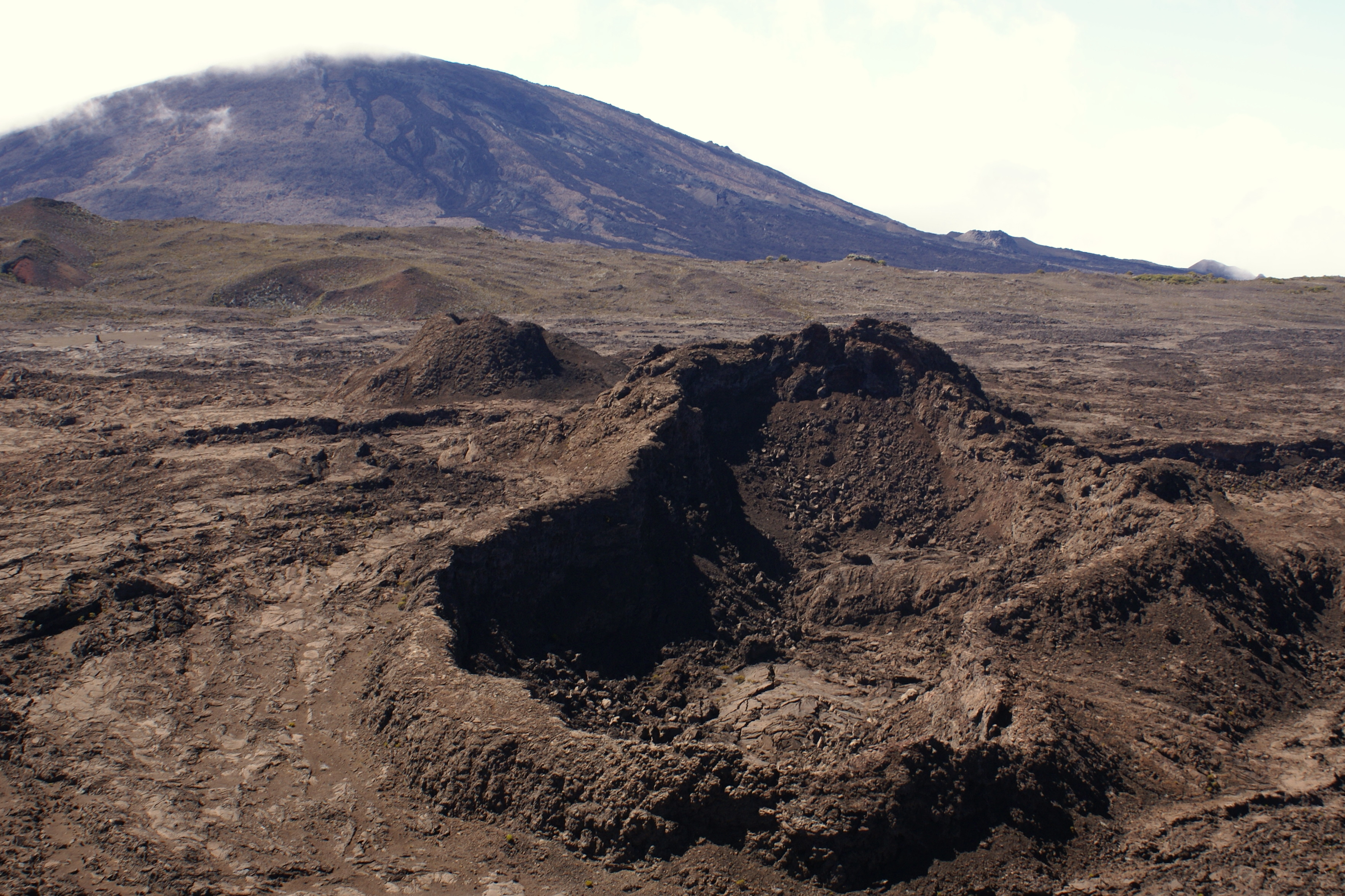
L'un des cratères Aubert de la Rüe, qui sont les dernières bouches éruptives du piton Chisny

Le nom du piton fut donné par Bory de Saint-Vincent (1778-1846) qui honora ainsi Alexandre Brachin de Chisny (1756-1809),, un ingénieur qui cartographia les côtes de La Réunion. Quant aux cratères orientaux, ils portent le nom de l'explorateur Edgar Aubert de la Rüe (1901-1991).

## Géographie

### Localisation
Le piton Chisny forme avec le Demi-Piton et le piton Haüy un alignement sensiblement parallèle et équidistant aux remparts de la plaine des Sables et de l'enclos Fouqué, situés chacun à une distance d'environ un kilomètre et demi.
La route forestière du Volcan ainsi que le sentier de randonnée qui va de Saint-Joseph au gîte du Pas de Bellecombe passent au pied du piton.

### Écologie
Le piton Chisny et ses abords présentent dans l'ensemble un faciès minéral dépourvu de toute végétation. La zone du sommet fait exception avec la présence d'individus épars de branle blanc (Stoebe passerinoides), de branle vert (Erica reunionensis), de petit bois de rempart (Agarista buxifolia) et de touffes de thym marron (Erica galioides) ou de Psiadia callocephala.

### Singularités géologiques

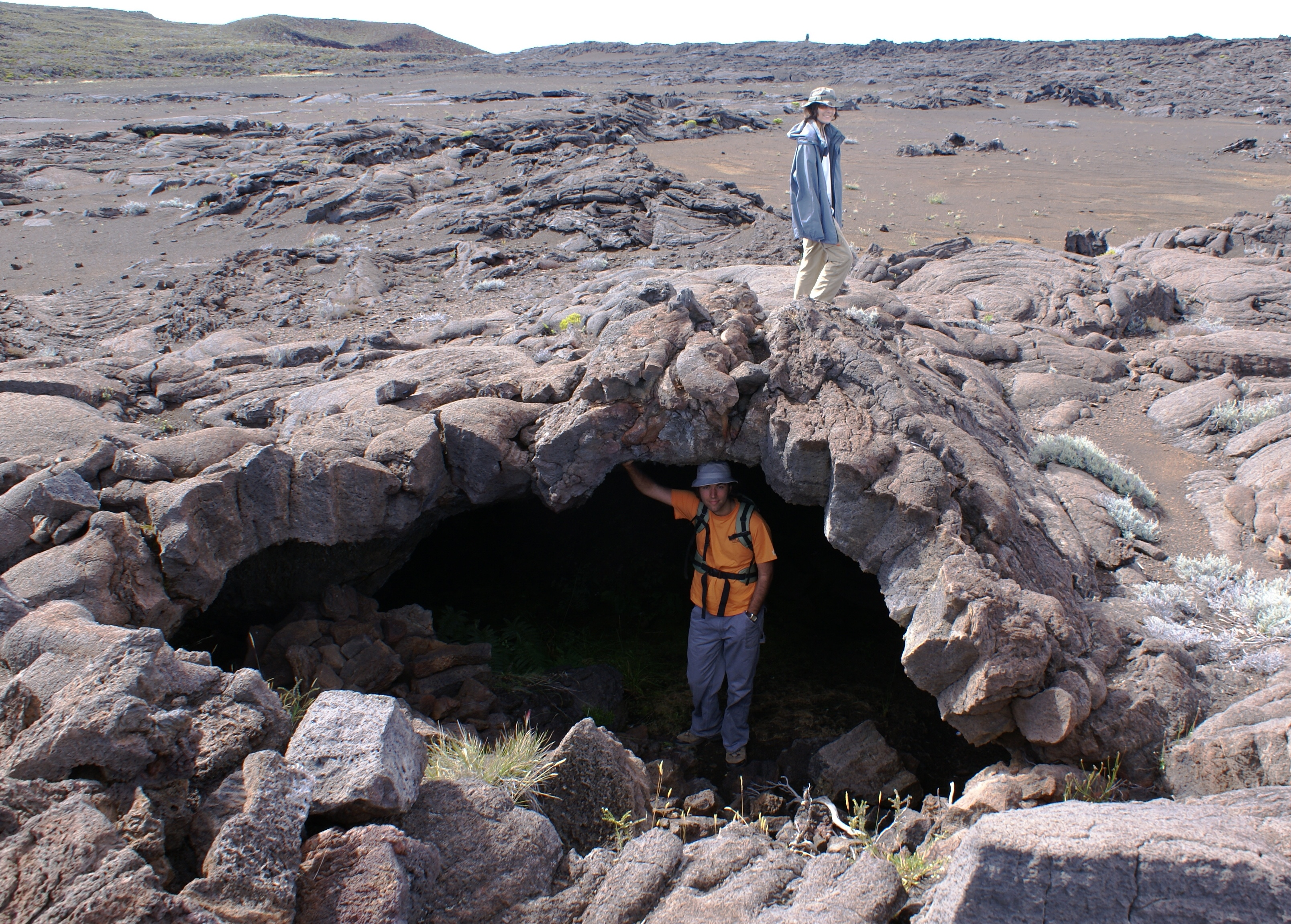
L'effondrement du toit d'un tunnel de lave du piton Chisny laisse apparaître la cavité dont l'entrée est colonisée à l'ombre par des fougères.

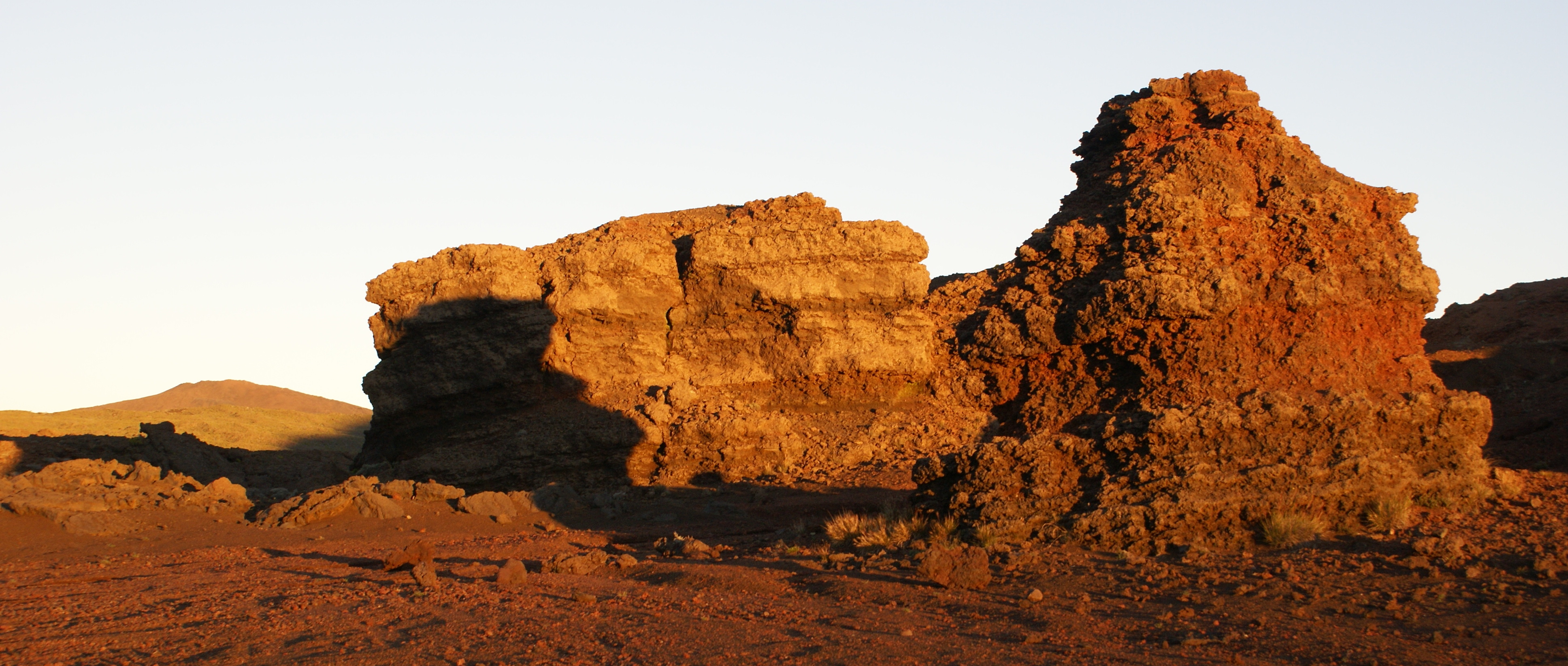
Les « Gendarmes » sont des morceaux d'un flanc démoli du piton Chisny qui ont été transportés par le flux de lave.

Les coulées du piton Chisny ont formé à plusieurs endroits des tunnels de lave.
De curieuses sentinelles minérales, surnommées les «Gendarmes», hautes de plusieurs mètres, formées d'un millefeuille consolidé de scories gardent les abords de la route forestière du Volcan en contrebas de la pente nord du piton Chisny. Ces monolithes sont les vestiges d'un flanc nord-est du piton qui a été démoli par la sortie d'une coulée et transporté en morceaux sur cette coulée.

## Histoire géologique
Des fragments de bois carbonisé ont permis de dater à 94 % de probabilité, par la méthode au carbone 14, la formation du piton Chisny  entre l'an 887 et l'an 1009.

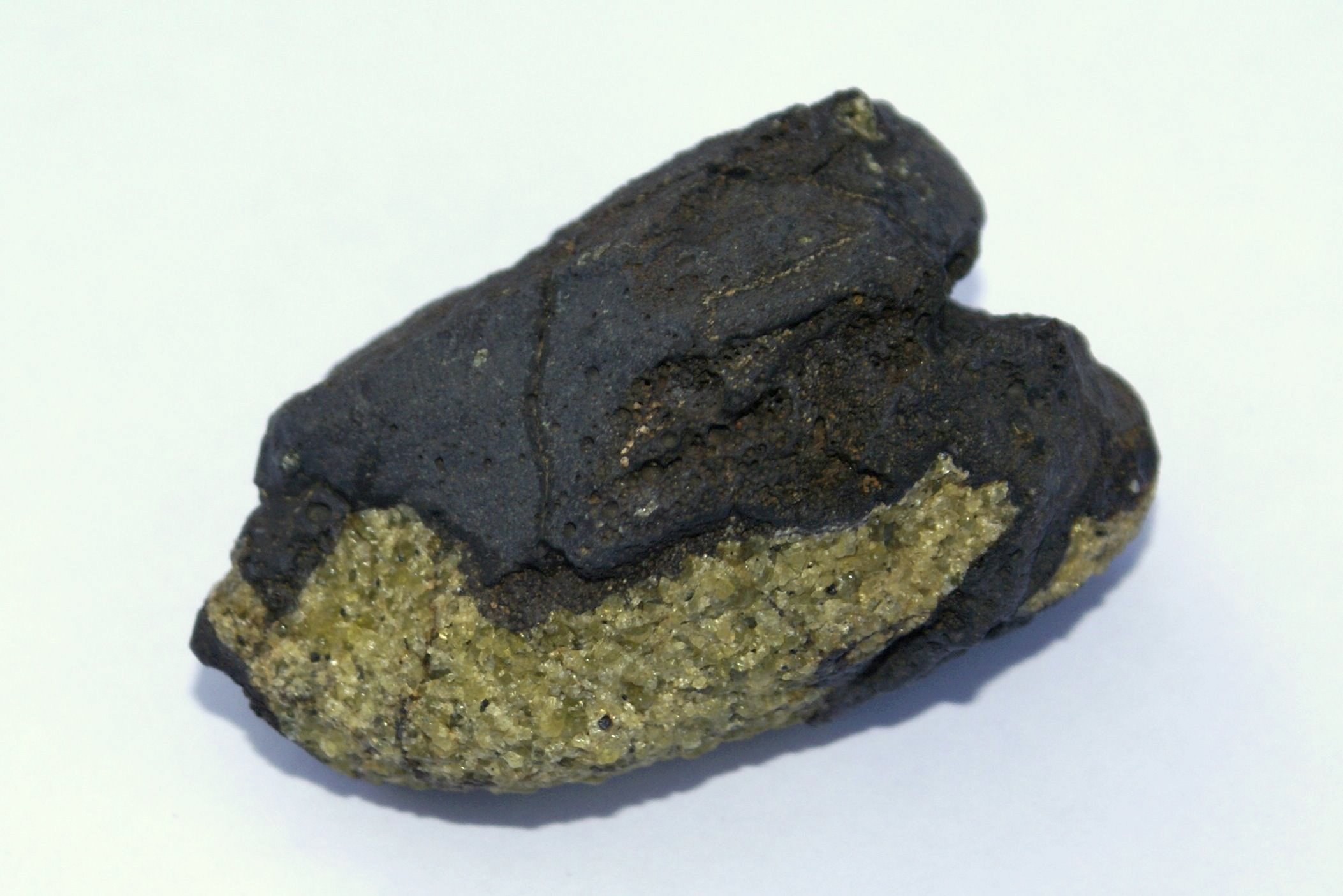
Ce petit éjecta d'environ 4 cm provient du piton Chisny et montre une inclusion de dunite, un agrégat de cristaux d'olivine, arrachée par la remontée d'origine profonde du magma.

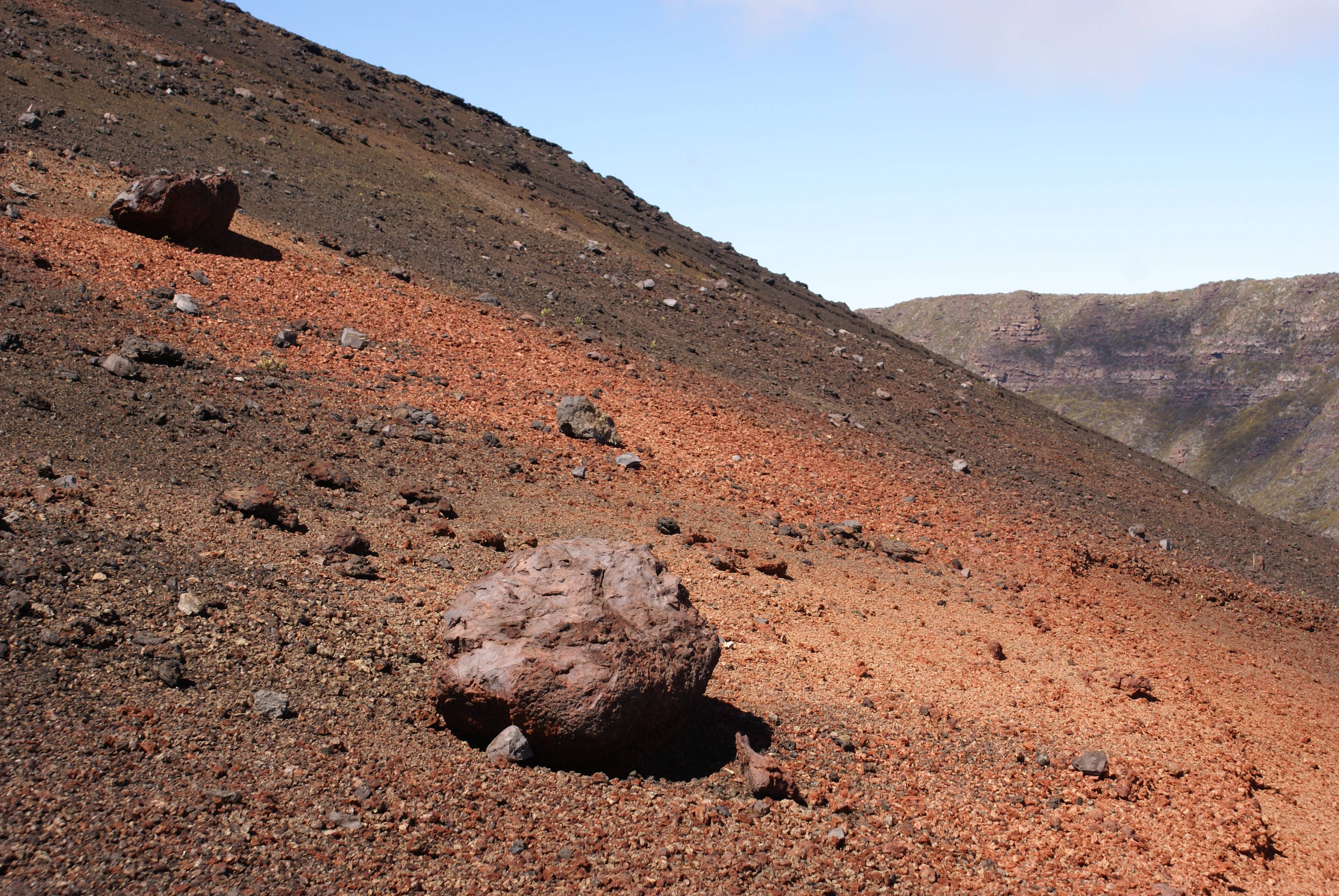
Le flanc occidental du piton Chisny est couvert de bombes volcaniques, les plus grosses dépassant 80 cm de diamètre, qui ont été projetées par-dessus le sommet et qui témoignent du dynamisme de la première phase de l'éruption.

L'éruption du piton Chisny a été alimentée par une source de magma profonde. Elle fait partie d'une série d'éruptions excentrées, souvent massives, de fréquence plurimillénaire, qui ont marqué l'histoire et le paysage du massif du Piton de la Fournaise, appelées « éruptions du type Chisny ». Le caractère primaire et violent de l'éruption est attesté par la présence de petits blocs de cristaux d'olivine agglomérés qui s'étaient formés lors du refroidissement de vieilles chambres magmatiques et qui ont été arrachés par l'ascension rapide du basalte et projetés.
Trois phases se sont succédé lors de cette éruption.
La première phase, la plus violente, est celle qui a permis l'édification du piton lui-même. Elle s'est manifestée par de puissantes projections de scories et de bombes. La plupart des scories en retombant et en se ressoudant ont formé un cône dont subsiste la paroi ouest qui forme l'actuel piton Chisny ; les plus légères se sont déposées plus loin et ont recouvert de lapillis la plaine des Sables. Cette phase a également produit une très importante coulée qui s'est déversée vers le sud par le Cassé de la ravine du Grand Sable et par la vallée de la rivière Langevin, jusqu'à l'océan, distant de 18 km.
La seconde phase a été marquée par l'émission de laves plus visqueuses et plus riches en cristaux, qui s'écoulèrent à la fois vers le sud et vers le nord où elle dévalèrent vers la rivière de l'Est.
Au cours de la dernière phase, des fontaines de lave, moins puissantes que celles de la première phase, ont permis la construction des cratères Aubert de la Rüe qui sont en fait des petits cônes abrupts de projections de scories soudées.

## Activités humaines

### Tourisme

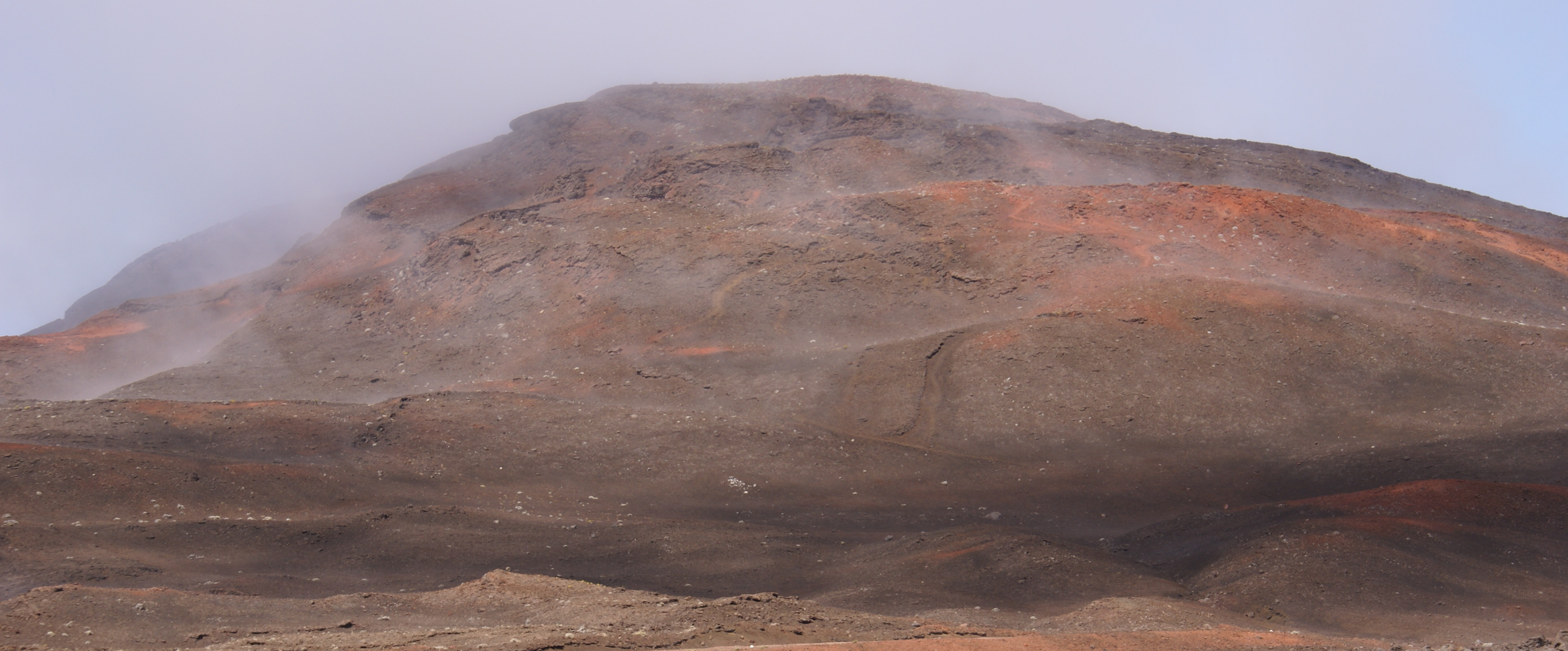
L'ascension du piton Chisny depuis la route forestière est relativement facile

La montée au sommet du piton Chisny depuis la route forestière du Volcan constitue une courte excursion pédestre, ouvrant une large vue panoramique à l'est sur le piton de la Fournaise et à l'ouest, au-delà de la plaine des Sables, jusqu'au piton des Neiges.
Alors que le site du piton Chisny constitue un extraordinaire livre de géologie à ciel ouvert où la place de chaque élément a une signification, certains visiteurs ont développé la fâcheuse manie de déplacer les pierres pour écrire des messages au sol ou pour élever des cairns, altérant ainsi la naturalité et l'authenticité des lieux.

### Géothermie
À l'issue d'une campagne de prospections géophysiques menées par la Région Réunion de 2000 à 2004 sur l'ensemble de l'île, le sous-sol du secteur du Piton Chisny est apparu comme le site régional potentiellement le plus intéressant pour une future production d'électricité d'origine géothermique.
Une série de micro-forages profonds, prévus à partir de 2008, devaient servir à confirmer ou à infirmer l'existence d'un réservoir géothermique naturel exploitable.
La perspective d'une implantation industrielle au cœur du parc national de La Réunion et le projet lui-même de micro-forages exploratoires ont alors rencontré une vive opposition d'une partie de la population réunionnaise et sont apparus en contradiction avec la demande déposée par le Parc national d'inscription des « pitons, cirques et remparts de l'île de La Réunion » au patrimoine mondial de l'UNESCO.
Fin 2008, la région Réunion a repoussé sine die son projet. Début 2010, le nouveau conseil régional a définitivement abandonné le projet.